# Fensalarna
Fensalarna (”träskhusen, träskhallarna”) var i nordisk mytologi gudinnan Friggs boning i Asgård. Trots att läget inte verkar vara det mest hemtrevliga kallar Snorre huset för ”mycket förnämligt”. Det skulle kunna tyda på en källkult, men det är mer troligt att namnet går tillbaka till den tid då vattnets makter mottog offer i heliga sjöar. Friggs hem kan jämföras med Urds brunn och Saga i Sökkvabäck eller kulten av Nerthus.
Man kan notera att många av de nordiska gudinnorna hade egna boningar, vilket markerar deras självständighet.